# Elise Karlsson
Elise Karlsson (ur. 26 sierpnia 1981 w Sztokholmie) – szwedzka pisarka, krytyczka literacka, redaktorka. Współpracuje m.in. ze szwedzkim dziennikiem Aftonbladet oraz zajmuje się pracą w wydawnictwie. Była jedną z założycielek, obok Therese Bohman, Martiny Lowden, Viktora Johanssona, internetowego magazynu literackiego "O-" (2004-2007).
Podczas akcji #MeToo była jedną z 18 bohaterek reportażu Matildy Gustavsson,  który ukazał się w szwedzkim dzienniku Dagens Nyheter. Kobiety ujawniły wieloletnie molestowanie seksualne oraz gwałty ze strony Jean-Claude'a Arnaulta, zwanego "Kulturprofilen".

## Twórczość
- Fly, 2007
- Lonely Planet, 2008
- Du kommer att komma tillbaka, 2010
- Unga böcker för alla åldrar, 2013
- En god bok : antirasistiska boktips, 2014
- Linjen, 2015 (pol. Linia, Wydawnictwo Pauza, 2020)
- Klass, 2017
- Gränsen, 2018

## Nagrody i nominacje
- Nagroda literacka dziennika Borås Tidning dla debiutantów (nominacja za Fly, 2007)[4]
- De Nios julpris (2015)
- De Nios Vinterpris (2019)